# Byron Haskin

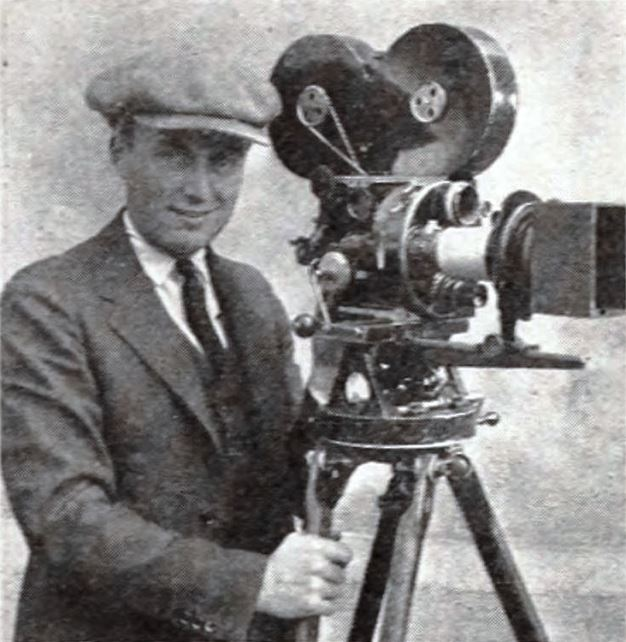
Byron Haskin, 1922

Byron Conrad Haskin (* 22. April 1899 in Portland, Oregon; † 16. April 1984 in Montecito, Kalifornien) war ein US-amerikanischer Filmregisseur, Kameramann und Filmproduzent. Er inszenierte über 30 Filmproduktionen für Fernsehen und Kino, darunter Die Schatzinsel, Kampf der Welten, Wenn die Marabunta droht oder Notlandung im Weltraum.

## Leben
Nach einem Studium in Berkeley begann Byron Haskin als Cartoonist bei einer Zeitung zu arbeiten. Ab 1920 war er Kameramann bei Dokumentar- und Werbefilmen der Filmgesellschaften Pathé und International Newsreel. Seine Arbeiten führten zu einer Anstellung als Regieassistent bei der Selznick-Produktions, wo er schon während der Stummfilmzeit an der Entwicklung von Spezialeffekten mitarbeitete und auch die Techniken zur Einführung des Tonfilmes mit entwickelte. Als Kameramann drehte er auch den Stummfilmklassiker „Don Juan“ mit Hollywoods Elite-Schauspielern John Barrymore, Mary Astor, Myrna Loy und auch Warner Oland, der später ein Star als Charlie Chan wurde.
Ab den späten 1920er-Jahren begann Haskin als Regisseur bei Warner Brothers zu arbeiten und wurde, nach einem Abstecher nach England, Leiter der Spezialeffekt-Abteilung bei Warner Brothers. Haskin entwickelte für 50 Filme Spezialeffekte, so auch 1944 für die schwarze Komödie „Arsen und Spitzenhäubchen“ (Arsenic and Old Lace) mit Cary Grant, Raymond Massey und Peter Lorre.
Für Walt Disney war er der Regisseur der ersten Realverfilmung seines Studios, des Films Die Schatzinsel (Treasure Island, 1950) mit Bobby Driscoll als Jim Hawkins und Robert Newton als Long John Silver. Ein Jahr später war für ihn Lex Barker als Tarzan vor der Kamera in Tarzan’s Peril (1951). 1954 stand erneut Robert Newton als Long John Silver vor seiner Kamera in der Fortsetzung des Schatzinsel-Filmes in Long John Silver. Newtons Darstellung eines Piraten mit irischem Akzent wird nachgesagt, die Sprechvorlage für unzählige Schauspieler in Piratenrollen gewesen zu sein.
Mitte der 1950er-Jahre begann Haskin eine fruchtbare Zusammenarbeit mit dem Produzenten George Pal. Für ihn schuf er den Science-Fiction-Klassiker „Kampf der Welten“ (The War of the Worlds, 1953) nach der Vorlage von H. G. Wells’ Buch „Der Krieg der Welten“. Der Film gewann 1953 den Hugo als Best Dramatic Presentation und 1954 den Oscar in der Kategorie Best Effects, Special Effects. 1954 drehte Haskin für George Pal noch „Wenn die Marabunta droht“ (OT: The Naked Jungle, in Deutschland auch unter dem Titel Der nackte Dschungel erschienen) und 1955 den Science-Fiction-Film „Die Eroberung des Weltalls“ (Conquest of Space).
Einem besonderen „Spezialeffekt“, dem 3D-Film, widmete sich Haskin zu einer Zeit, als dieser eigentlich schon nicht mehr „modern“ war. 1960 schuf er „Der Schatz der Balearen“ (September Storm), der in die Filmgeschichte einging als erster 3D-Film der tatsächlich im Format Cinemascope gedreht wurde („Das Gewand“, einer der ersten Filme in Cinemascope, wurde ursprünglich beworben als „3D-Film, den man ohne (3D-)Brille sehen kann“, war in Wirklichkeit jedoch völlig „flach“ und wurde nur auf einer gebogenen Leinwand projiziert).
1964 schuf Haskin einen weiteren Klassiker des Science-Fiction-Genres, Robinson Crusoe on Mars, eine Variante nach Daniel Defoes Roman Robinson Crusoe, der den seltsamen deutschen Verleihtitel „Notlandung im Weltraum“ bekam.
Auch als gestandener Hollywood-Regisseur war sich Haskin nicht zu schade, Filme für die kleine Mattscheibe zu drehen. Dabei entstanden unter anderem gelobte Beiträge für die Fernsehserie The Outer Limits und auch an der Pilotfolge der Fernsehserie „Raumschiff Enterprise“ (Star Trek), The Cage, war er 1966 als Produzent beteiligt. 1968 drehte er den Film The Power (Die sechs Verdächtigen) nach dem Drehbuch von John Gay und dem Roman von Frank M. Robinson.
Haskin starb kurz vor seinem 85. Geburtstag.

## Auszeichnungen
- 1939: Technical Achievement Award für die Grundlagenentwicklung eines Projektorsystems für Rückprojektionen.
- 1940: Oscar-Nominierung für Günstling einer Königin (The Private Lives of Elizabeth and Essex) in der Kategorie Best Effects, Special Effects
- 1941: Oscar-Nominierung für The Sea Hawk in der Kategorie Best Effects, Special Effects
- 1942: Oscar-Nominierung für Der Seewolf (The Sea Wolf) in der Kategorie Best Effects, Special Effects
- 1943: Oscar-Nominierung für Desperate Journey in der Kategorie Best Effects, Special Effects
- 2004: Gewinner Retro Hugo Award für The War of the Worlds, Kampf der Welten aus dem Jahr 1953

## Filmografie (Auswahl)
Regie
- 1943: Einsatz im Nordatlantik (Action in the North Atlantic)
- 1947: Rauhe Ernte (Wild Harvest) (Second Unit)
- 1948: Vierzehn Jahre Sing-Sing (I Walk Alone)
- 1948: Der Menschenfresser von Kumaon (Man-Eater of Kumaon)
- 1949: Der blonde Tiger (Too Late for Tears)
- 1950: Die Schatzinsel (Treasure Island)
- 1951: Am Marterpfahl der Sioux (Warpath)
- 1951: Die silberne Stadt (Silver City)
- 1951: Tarzan und die Dschungelgöttin (Tarzan’s Peril)
- 1952: Terror am Rio Grande (Denver and Rio Grande)
- 1953: Kampf der Welten (The War of the Worlds)
- 1954: Der Schatz der Korsaren (Long John Silver)
- 1954: Weißer Herrscher über Tonga (His Majesty O’Keefe)
- 1954: Wenn die Marabunta droht (The Naked Jungle)
- 1955: Die Eroberung des Weltalls (Conquest of Space)
- 1956: Der Held von Texas (The First Texan)
- 1958: Von der Erde zum Mond (From the Earth to the Moon)
- 1960: Der Schatz der Balearen (September Storm)
- 1961: Panzer nach vorn (Armored Commando)
- 1962: Kapitän Sindbad (Captain Sindbad)
- 1964: Notlandung im Weltraum (Robinson Crusoe on Mars)
- 1968: Die sechs Verdächtigen (The Power)

Spezialeffekte
- 1935: Ein Sommernachtstraum (A Midsummer Night’s Dream)
- 1937: Slim
- 1938: Goldene Erde Kalifornien (Gold Is Where You Find It)
- 1939: Herr des wilden Westens (Dodge City)
- 1939: Günstling einer Königin (The Private Lives of Elizabeth and Essex)
- 1939: Die wilden Zwanziger (The Roaring Twenties)
- 1939: Zwölf Monate Bewährungsfrist (Invisible Stripes)
- 1940: Goldschmuggel nach Virginia (Virginia City)
- 1940: Ein Nachtclub für Sarah Jane (It All Came True)
- 1940: Orchid, der Gangsterbruder (Brother Orchid)
- 1940: Hölle, wo ist dein Sieg? (All This, and Heaven Too)
- 1940: Nachts unterwegs (They Drive by Night)
- 1940: Der Herr der sieben Meere (The Sea Hawk)
- 1940: Das Ultimatum für Bohrturm L 9 (Flowing Gold)
- 1940: Im Taumel der Weltstadt (City for Conquest)
- 1940: Knute Rockne, All American
- 1940: Land der Gottlosen (Santa Fe Trail)
- 1941: Entscheidung in der Sierra (High Sierra)
- 1941: Der Seewolf (The Sea Wolf)
- 1941: Vertauschtes Glück (The Great Lie)
- 1941: Die Braut kam per Nachnahme (The Bride Came C.O.D.)
- 1941: Herzen in Flammen (Manpower)
- 1941: Dive Bomber
- 1942: Helden der Lüfte (Captains of the Clouds)
- 1942: Im Schatten des Herzens (Always in My Heart)
- 1942: Ich will mein Leben leben (In This Our Life)
- 1942: Abenteuer in Panama (Across the Pacific)
- 1942: Sabotageauftrag Berlin (Desperate Journey)
- 1944: Fahrkarte nach Marseille (Passage to Marseille)
- 1944: Arsen und Spitzenhäubchen (Arsenic and Old Lace)

Kamera
- 1926: Don Juan
- 1926: Der Deserteur (Across the Pacific)
- 1927: Das Galeerenschiff (When a Man Loves)
- 1928: Der singende Narr (The Singing Fool)
- 1932: Silberdollar (Silver Dollar)
- 1935: In blinder Wut (Black Fury)